# Sonia Manzano Vela
Sonia Manzano Vela (sinh Guayaquil, ngày 27 tháng 2 năm 1947)  là một nhà văn và nghệ sĩ piano người Ecuador.

## Sự nghiệp văn chương
Bà bắt đầu sự nghiệp văn học của mình khi một số bài thơ của bà xuất hiện trong tuyển tập Generación Huracanada (1970), cũng là tên của một nhóm văn học mà Manzano là một phần. Tập thơ đầu tiên của bà là El nudo y el trino, in năm 1972. Sau đó, bà xuất bản Casi siempre las tardes (1974), La gota en el cráneo (1976), La semana que no tiene jueves (1978), El ave que todo lo atropella (1980), Caja nhạc con bailarina incluida (1984), Carcoma con forma de paloma (1986) và Full de reinas (1991), đã đạt được thành công thương mại.
Các tập thơ khác được xuất bản bởi Manzano bao gồm Patente de corza (1997), Último regreso a Edén (2007) và Espalda mordida por el humo (2014).
Manzano cũng trở thành một nhà văn tiểu thuyết ngắn thành thạo, có được Cuộc thi Truyện ngắn Nữ quyền năm 1989 ở Ecuador. Cuốn sách Flujo escarlata của bà đã giành giải thưởng tiểu thuyết quốc gia Joaquín Gallegos Lara năm 1999 trong hạng mục Tuyển tập truyện ngắn hay nhất. Cuốn sách tiểu thuyết ngắn thứ hai của cô, Trata de viejas (2015), chứa 10 câu chuyện chứa đầy sự hài hước đen đào sâu vào nỗi nhớ, sự bà đơn và những vấn đề khác của tuổi già.
Cuốn tiểu thuyết đầu tiên của cô, Y no abras la ventana todavía, đã giành giải nhất trong cuộc thi "Bienal de Novela Cheatoriana" năm 1993. Sau đó, bà đã xuất bản các tiểu thuyết Que se quede el infinito sin estrellas (2001) và Eses fatales (2005), trong đó Manzano mô tả là "một bài diễn văn thiên nhiên trong đó các bài tiểu luận và phân hội tụ là đặc điểm của sự bà đơn sâu sắc nhất" và khám phá các chủ đề như sáng tạo văn học, bà đơn và tình yêu đồng tính nữ.
Cuốn tiểu thuyết mới nhất của cô, Solo de vino a piano lento, được xuất bản năm 2013 và được nhà phê bình văn học Antonio Sacoto đặt tên là cuốn tiểu thuyết hay nhất được viết bởi một người phụ nữ Ecuador cho đến nay trong thế kỷ 21.

## Tác phẩm đã xuất bản

### Thơ phú
- El nudo y el trino (1972)
- Casi siempre las tardes (1974)
- La gota en el cráneo (1976)
- La semana que no tiene jueves (1978)
- El ave que todo lo atropella (1980)
- Caja nhạc con bailarina incluida (1984)
- Carcoma con forma de paloma (1986)
- Full de reinas (1991)
- Patente de corza (1997)
- Último regreso a Edén (2007)
- Espalda mordida por el humo (2014)

### Tiểu thuyết
- Y no mài la ventana todavía (1993)
- Que se quede el infinito sin estrellas (2001)
- Eses fatales (2005)
- Solo de vino a lento piano (2013)

### Tuyển tập truyện ngắn
- Flujo escarlata (1999)
- Trata de viejas (2015)